# Joy Harington
Joy Harington (* 22. Februar 1914 in London; † 22. Oktober 1991 in Bristol) war eine britische Schauspielerin mit Charakterrollen im Film, Fernsehen und dem Theater. Darüber hinaus arbeitete sie auch als Drehbuchautorin, Produzentin und Regisseurin beim Fernsehen.

## Leben
Harington begann ihre Schauspielkarriere in den 1930er Jahren mit Auftritten in verschiedenen Theatergruppen in England. 1938 siedelte sie in die Vereinigten Staaten über und setzte dort ihre Bühnenarbeit fort. In den Paramount Studios in Hollywood arbeitete sie zuerst als Dramaturgin und Dialogregisseurin, bevor sie 1943 in dem Drama Forever and a Day schließlich ihr Filmdebüt als Schauspielerin gab. Während ihrer Zeit in Hollywood erschien sie in insgesamt 13 Filmen, zumeist nur in kleinen Nebenrollen. Darunter in Filmen wie Das Haus der Lady Alquist von George Cukor, Kleines Mädchen, großes Herz von Clarence Brown oder Mein Name ist Julia Ross von Joseph H. Lewis. Regisseur John Farrows Film Kalkutta aus dem Jahre 1947 mit Alan Ladd in der Hauptrolle, ein Krimi vor exotischer Kulisse, war ihre letzte Hollywood-Produktion, danach kehrte sie nach England zurück. Dort knüpfte sie nahtlos an ihre Schauspielkarriere an und spielte fortan in britischen Produktion wie Schlafwagen nach Triest von John Paddy Carstairs, Adam und Evelyne von Harold French oder in Die Rivalin von Regisseur Charles Bennett.
Zurück in London trat Joy Harington der BBC als Inspizientin bei. 1950 stoppte sie ihre Schauspielkarriere für die Tätigkeit als Produzentin des BBC Kinderfernsehens und zeichnete sich für die nächsten dreizehn Jahre in Produktionen von Kinder-Klassikern wie Die Schatzinsel (BBC, 1951) Kidnapped (BBC, 1952; inszeniert 1956), Jos Boys (BBC, 1959) oder Heidi (BBC, 1959) aus.
1956 wurde sie für die achtteilige Fernsehserie Jesus von Nazareth (BBC) mit dem Preis der Guild of Television Producers und Directors (jetzt BAFTA) geehrt. Eine Live-Studio-Produktion mit Außenaufnahmen vor Ort in Galiläa und in Jerusalem.
Bis zu ihrem Ausscheiden aus der BBC im Jahr 1970 arbeitete Harington für religiöse Programme, Schulen und Weiterbildung. Sie kehrte 1972 zur Schauspielerei zurück vornehmlich in Fernsehfilmen und Fernsehminiserien aber gelegentlich erschien sie auch in Fernsehserien wie Sykes sowie in Are You Being Served? oder der vierten Staffel von Quatermass. 1978 spielte sie die Haushälterin Mrs. Brooks in Dorothea Brookings für die BBC produzierte Kinder-Fernsehminiserie Der Mondschimmel neben Schauspielern wie James Greene, Sarah Sutton, David Haig und Caroline Goodall.
Joy Harington verstarb am 22. Oktober 1991 im Alter von 77 Jahren in Bristol.

## Auszeichnungen
- 1956: Ehrung mit dem Preis der Guild of Television Producers und Directors (jetzt BAFTA) für die BBC-Fernsehserie Jesus von Nazareth

## Filmografie (Auswahl)

### Als Schauspielerin
- 1944: The White Cliffs of Dover
- 1944: Das Haus der Lady Alquist (Gaslight)
- 1944: Kleines Mädchen, großes Herz (National Velve)
- 1945: Die Entscheidung (The Valley of Decision)
- 1945: Mein Name ist Julia Ross (My Name Is Julia Ross)
- 1945: Tonight and Every Night
- 1946: Mutterherz (To Each His Own)
- 1947: Kalkutta (Calcutta)
- 1948: Schlafwagen nach Triest (Sleeping Car to Trieste)
- 1949: Adam und Evelyne (Adam and Evelyne)
- 1949: Die Rivalin (Madness of the Heart)
- 1972: Anne of Green Gables (Fernsehminiserie)
- 1973: Jane Eyre (Fernsehminiserie)
- 1976–1979: Sykes (Fernsehserie, neun Folgen)
- 1977: Rough Justice (Fernsehminiserie)
- 1978: Der Mondschimmel (The Moon Stallion) (Fernsehminiserie)

### Als Drehbuchautorin
- 1951: Treasure Island (Fernsehserie, acht Folgen)
- 1952: Kidnapped (Fernsehserie, sechs Folgen)
- 1953: Robin Hood (Fernsehserie, sechs Folgen)
- 1953: Heidi (Fernsehfilm)
- 1954: Heidi Grows Up (Fernsehminiserie)
- 1956: Kidnapped (Fernsehfilm)
- 1957: Treasure Island (Fernsehfilm)
- 1959: Heidi (Fernsehserie, sechs Folgen)
- 1960: Paul of Tarsus (Fernsehserie, zwei Folgen)
- 1963: Kidnapped (Fernsehserie, elf Folgen)
- 1970: Solo (Fernsehserie, eine Folge)
- 1973: Pollyanna (Fernsehserie, zwölf Folgen)

### Als Fernsehregisseurin
- 1949: Sarah Simple (Fernsehfilm)
- 1951: Treasure Island (Fernsehserie, sechs Folgen)
- 1952: Kidnapped (Fernsehserie, sechs Folgen)
- 1953: Robin Hood (Fernsehserie, sechs Folgen)
- 1954: Clementina (Fernsehserie, sechs Folgen)
- 1954: Tygers Hart (Fernsehfilm)
- 1956: Kidnapped (Fernsehfilm)
- 1957: Treasure Island (Fernsehfilm)
- 1959: Heidi (Fernsehserie, sechs Folgen)
- 1960: The Story of Peter (Fernsehserie)
- 1960: Paul of Tarsus (Fernsehserie, zwei Folgen)
- 1961: Hurricane (Fernsehfilm)
- 1963: The Chem. Lab. Mystery (Fernsehserie, eine Folge)

### Als Fernsehproduzentin
- 1949: Sarah Simple (Fernsehfilm)
- 1950: The Frog Prince (Fernsehfilm)
- 1950: The Snow-Baby (Fernsehkurzfilm)
- 1950: The Reluctant Dragon (Fernsehfilm)
- 1951: Just William (Fernsehfilm) (Producer)
- 1951: A Midsummer Night’s Dream (Fernsehfilm)
- 1951: Treasure Island (Fernsehserie, acht Folgen)
- 1951: BBC Sunday-Night Theatre (Fernsehserie, zwei Folgen)
- 1952: Beauty and the Beast (Fernsehfilm)
- 1952: Kidnapped (Fernsehserie, sechs Folgen)
- 1953: Robin Hood (Fernsehserie, sechs Folgen)
- 1953: Heidi (Fernsehfilm)
- 1954: Clementina (Fernsehserie, sechs Folgen)
- 1954: Tygers Hart (Fernsehfilm)
- 1954: Heidi Grows Up (Fernsehminiserie)
- 1952–1955: Billy Bunter of Greyfriars School (Fernsehserie, elf Folgen)
- 1956: Kidnapped (Fernsehfilm)
- 1957: Treasure Island (Fernsehfilm)
- 1958: Little Women (Fernsehserie, sechs Folgen)
- 1959: Jo’s Boys (Fernsehserie, sieben Folgen)
- 1959: Heidi (Fernsehserie, sechs Folgen)
- 1959: A Christmas Journey (Fernsehfilm)
- 1960: The Story of Peter (Fernsehserie)
- 1960: Paul of Tarsus (Fernsehserie, zwei Folgen)
- 1961: The Story of Moses (Fernsehserie)
- 1961: Hurricane (Fernsehfilm)
- 1963: The Chem. Lab. Mystery (Fernsehserie, eine Folge)

### In anderen Funktionen
- 1946: In Ketten um Kap Horn (Two Years Before the Mast) – Dialogregie